# Барупе
Бару́пе (лит. Barupė) — река в центральной Литве, течёт по территории Кедайнского и Ионавского районов. Левый приток реки Нявежис.
Длина — 48 км. Площадь водосборного бассейна — 322 км². Средний расход воды — 1,48 м³/с.
Начинается в Ионавском районе, 10 км в запад от Ионава. Течёт в северном направлении. Впадает в реку Нявежис недалеко от посёлка Лабунава (Кедайнский район).
В нижнем течении долина глубокая. Широта 5-12 м. Глубина 0,1-0,4 м. Есть Лабунавское водохранилище.
Главные притоки: Кулве, Вабалас, Папарчья (правые), Савида, Мекла, Урка (левые).